# Mohammed Al-Moeini
Mohammed Al-Moeini (Arabic:محمد المعيني) (sinh ngày 1 tháng 8 năm 1986) là một cầu thủ bóng đá người Các Tiểu vương quốc Ả Rập Thống nhất. Hiện tại anh thi đấu cho Al Dhafra.